# Neostorena grayi
Neostorena grayi là một loài nhện trong họ Zodariidae.
Loài này thuộc chi Neostorena. Neostorena grayi được Rudy Jocqué miêu tả năm 1991.